# Claudia Francesca di Lorena
Claudia Francesca di Lorena (Nancy, 6 ottobre 1612 – Vienna, 2 agosto 1648) era figlia del Duca Enrico II di Lorena e di Margherita Gonzaga di Lorena, nonché sorella di Nicoletta di Lorena.
I suoi nonni materni erano il Duca Vincenzo I Gonzaga ed Eleonora de' Medici, mentre i suoi nonni paterni erano Carlo III di Lorena e Claudia di Valois.

## Biografia
Ella sposò suo cugino, il Duca Nicola II di Lorena, al quale diede cinque figli.
Il matrimonio con Nicola II fu possibile in quanto questi, già cardinale, chiese al pontefice che venisse prosciolto dagli ordini sacri in quanto ultimo membro diretto della sua famiglia, per consentire la continuità della famiglia regnante di Lorena. Nel 1661, Nicola II abdicò in favore del fratello Carlo IV di Lorena, che aveva a sua volta sposato Nicoletta, sorella maggiore di Claudia Francesca.

## Discendenza
- Ferdinando, Principe Ereditario di Lorena, suo jure Duca di Bar (29 dicembre 1639 – 1º aprile 1659)
- Charles Leopoldo, Duca di Lorena (3 aprile 1643 – 18 aprile 1690) sposò Eleonora Maria d'Austria ed ebbe figli;
- Anna Eleonora di Lorena (12 maggio 1645 – 28 febbraio 1648) morì nell'infanzia;
- Anna Maria Teresa di Lorena (30 luglio 1648 – 17 giugno 1661) Badessa di Remiremont;
- Maria Anna di Lorena (nacque il 30 Jul 1648, data di morte sconosciuta).

Claudia Francesca morì a Vienna all'età di 35 dopo aver dato alla luce le due gemelle Maria Anna e Anna Maria. Fu sepolta nella chiesa di Saint-François-des-Cordeliers a Nancy in Lorena.

## Ascendenza
|                                 |                       |                                   | Genitori                              |  |  | Nonni |  |  | Bisnonni                 |  |  | Trisnonni             |  |
|                                 |                       |                                   |                                       |  |  |       |  |  | 8. Francesco I di Lorena |  |  | 16. Antonio di Lorena |  |
|                                 |                       |                                   |                                       |  |  |       |  |  | 8. Francesco I di Lorena |  |  | 16. Antonio di Lorena |  |
|                                 |                       | 17. Renata di Borbone-Montpensier |                                       |  |  |       |  |  | 8. Francesco I di Lorena |  |  |                       |  |
| 4. Carlo III di Lorena          |                       |                                   |                                       |  |  |       |  |  | 8. Francesco I di Lorena |  |  |                       |  |
|                                 |                       | 9. Cristina di Danimarca          | 18. Cristiano II di Danimarca         |  |  |       |  |  |                          |  |  |                       |  |
|                                 |                       | 9. Cristina di Danimarca          | 18. Cristiano II di Danimarca         |  |  |       |  |  |                          |  |  |                       |  |
|                                 |                       | 9. Cristina di Danimarca          | 19. Isabella d'Asburgo                |  |  |       |  |  |                          |  |  |                       |  |
| 2. Enrico II di Lorena          |                       | 9. Cristina di Danimarca          |                                       |  |  |       |  |  |                          |  |  |                       |  |
|                                 |                       | 10. Enrico II di Francia          | 20. Francesco I di Francia            |  |  |       |  |  |                          |  |  |                       |  |
|                                 |                       | 10. Enrico II di Francia          | 20. Francesco I di Francia            |  |  |       |  |  |                          |  |  |                       |  |
|                                 |                       | 10. Enrico II di Francia          | 21. Claudia di Francia                |  |  |       |  |  |                          |  |  |                       |  |
| 5. Claudia di Valois            |                       | 10. Enrico II di Francia          |                                       |  |  |       |  |  |                          |  |  |                       |  |
|                                 |                       | 11. Caterina de' Medici           | 22. Lorenzo de' Medici duca di Urbino |  |  |       |  |  |                          |  |  |                       |  |
|                                 |                       | 11. Caterina de' Medici           | 22. Lorenzo de' Medici duca di Urbino |  |  |       |  |  |                          |  |  |                       |  |
|                                 |                       | 11. Caterina de' Medici           | 23. Maddalena de La Tour d'Auvergne   |  |  |       |  |  |                          |  |  |                       |  |
| 1. Claudia Francesca di Lorena  |                       | 11. Caterina de' Medici           |                                       |  |  |       |  |  |                          |  |  |                       |  |
|                                 | 12. Guglielmo Gonzaga | 24. Federico II Gonzaga           |                                       |  |  |       |  |  |                          |  |  |                       |  |
|                                 | 12. Guglielmo Gonzaga | 24. Federico II Gonzaga           |                                       |  |  |       |  |  |                          |  |  |                       |  |
|                                 | 12. Guglielmo Gonzaga | 25. Margherita Paleologa          |                                       |  |  |       |  |  |                          |  |  |                       |  |
| 6. Vincenzo I Gonzaga           | 12. Guglielmo Gonzaga |                                   |                                       |  |  |       |  |  |                          |  |  |                       |  |
|                                 |                       | 13. Eleonora d'Austria            | 26. Ferdinando I d'Asburgo            |  |  |       |  |  |                          |  |  |                       |  |
|                                 |                       | 13. Eleonora d'Austria            | 26. Ferdinando I d'Asburgo            |  |  |       |  |  |                          |  |  |                       |  |
|                                 |                       | 13. Eleonora d'Austria            | 27. Anna Jagellone                    |  |  |       |  |  |                          |  |  |                       |  |
| 3. Margherita Gonzaga di Lorena |                       | 13. Eleonora d'Austria            |                                       |  |  |       |  |  |                          |  |  |                       |  |
|                                 |                       | 14. Francesco I de' Medici        | 28. Cosimo I de' Medici               |  |  |       |  |  |                          |  |  |                       |  |
|                                 |                       | 14. Francesco I de' Medici        | 28. Cosimo I de' Medici               |  |  |       |  |  |                          |  |  |                       |  |
|                                 |                       | 14. Francesco I de' Medici        | 29. Eleonora di Toledo                |  |  |       |  |  |                          |  |  |                       |  |
| 7. Eleonora de' Medici          |                       | 14. Francesco I de' Medici        |                                       |  |  |       |  |  |                          |  |  |                       |  |
|                                 |                       | 15. Giovanna d'Austria            | 30. Ferdinando I d'Asburgo (= 26)     |  |  |       |  |  |                          |  |  |                       |  |
|                                 |                       | 15. Giovanna d'Austria            | 30. Ferdinando I d'Asburgo (= 26)     |  |  |       |  |  |                          |  |  |                       |  |
|                                 |                       | 15. Giovanna d'Austria            | 31. Anna Jagellone (= 27)             |  |  |       |  |  |                          |  |  |                       |  |
|                                 |                       | 15. Giovanna d'Austria            |                                       |  |  |       |  |  |                          |  |  |                       |  |